# Wayne G. Hammond
Wayne Gordon Hammond (n. Cleveland, Ohio; 11 de febrero de 1953) es un estudioso estadounidense conocido por sus investigaciones y escritos sobre la vida y las obras de J. R. R. Tolkien.

## Biografía
Hammond obtuvo el título de Bachelor of Arts con honores en lengua inglesa en el Baldwin-Wallace College en 1975 y el de Master of Arts en Biblioteconomía de la Universidad de Míchigan en 1976. Desde entonces ha sido bibliotecario auxiliar de la Chapin Library of Rare Books en la Universidad Williams.
En 1994, Hammond se casó con Christina Scull, una colega en el campo de los estudios sobre Tolkien, con lo que han colaborado desde entonces en varios proyectos editoriales. Es un escritor habitual de las publicaciones de la  Mythopoeic Society.

## Publicaciones

### Relacionadas con Tolkien
- 1993: J. R. R. Tolkien: A Descriptive Bibliography, escrito con Douglas A. Anderson,
- 1995: J. R. R. Tolkien: artista e ilustrador, escrito con Christina Scull,
- 1998: Roverandom, cuento de Tolkien editado con Christina Scull,
- 2005: The Lord of the Rings: A Reader's Companion, escrito con Christina Scull,
- 2006: The J. R. R. Tolkien Companion and Guide, escrito con Christina Scull.

### Otras
- 1982: The Graphic Art of C. B. Falls: An Introduction
- 2000: Arthur Ransome: A Bibliography

## Premios
Hammond es el erudito más laureado por la Mythopoeic Society, pues ha recibido el Mythopoeic Scholarship Award a estudios sobre los Inklings en cinco ocasiones:
- 1994, junto a Douglas A. Anderson, por J. R. R. Tolkien: A Descriptive Bibliography;
- 1996, junto a su esposa, por J. R. R. Tolkien: artista e ilustrador;
- 2000, junto a su esposa, por la edición de Roverandom;
- 2006, junto a su esposa, por The Lord of the Rings: A Reader's Companion; y
- 2007, junto a su esposa, por The J. R. R. Tolkien Companion and Guide.